# Курсдорф
Курсдорф (нем. Cursdorf) — община в Германии, в земле Тюрингия.
Входит в состав района Заальфельд-Рудольштадт. Подчиняется управлению Бергбанрегион/Шварцаталь.  Население составляет 649 человек (на 31 декабря 2010 года). Занимает площадь 13,95 км².